# Euscarthmus
Euscarthmus là một chi chim trong họ Tyrannidae.